# Physalaemus camacan
Espèce
Statut de conservation UICN

 DD  : Données insuffisantes
Physalaemus camacan est une espèce d'amphibiens de la famille des Leptodactylidae.

## Répartition
Cette espèce est endémique de l'État de Bahia au Brésil. Elle se rencontre à environ 35 m d'altitude dans la municipalité de Una,.

## Étymologie
Cette espèce est nommée en l'honneur des Camacans.

## Publication originale
- Pimenta, Cruz & Silvano, 2005 : A new species of the genus Physalaemus Fitzinger, 1826 (Anura, Leptodactylidae) from the Atlantic Rain Forest of southern Bahia, Brazil. Amphibia-Reptilia, vol. 26, no 2, p. 201-210 (texte intégral).